# Golemanci
Golemanci (bułg. Големанци) – wieś w południowej Bułgarii, w obwodzie Chaskowo, w gminie Chaskowo. Według danych Narodowego Instytutu Statystycznego w Bułgarii, 31 grudnia 2011 roku wieś liczyła 436 mieszkańców.
Golemanci położone jest 20 km od miasta Chaskowo. Wieś tę zamieszkują prawie wyłącznie Turcy.